# Dillinger (film, 1945)
Dillinger är en amerikansk film noir-gangsterfilm från 1945 i regi av Max Nosseck. I huvudrollen som verklighetens bankrånare John Dillinger ses Lawrence Tierney.

## Handling
John Dillinger börjar sin kriminella bana som en vanlig småtjuv, men i fängelse träffar han sina framtida samarbetspartners som han kommer att utföra en rad spektakulära bankrån tillsammans med.

## Rollista (i urval)
- Lawrence Tierney – John Dillinger
- Edmund Lowe – Specs Green
- Anne Jeffreys – Helen Rogers
- Eduardo Ciannelli – Marco Minelli
- Marc Lawrence – Doc Madison
- Elisha Cook Jr. – Kirk Otto
- Ralph Lewis – Tony
- Elsa Janssen – Mrs. Otto
- Ludwig Stössel – Mr. Otto
- Constance Worth – blondin

### Fotnoter
1. ↑  Dillinger Svensk Filmdatabas (svenskfilmdatabas.se). Läst 2021-11-09.